# دختر خوب (فیلم ۲۰۰۴)
دختر خوب (انگلیسی: The Good Girl) یک فیلم کوتاه پورنوگرافی مستقل اسپانیایی به کارگردانی اریکا لاست است که در سال ۲۰۰۴ منتشر شد. از بازیگران آن می‌توان به کلودیا کلر اشاره کرد.

## داستان
الکس (کلودیا کلر) دختری باهوش و موفق در کار است و اغلب به سکس فکر می‌کند اما معمولاً کاری از پیش نمی‌برد. دوستش جولی از او دعوت می‌کند که از نظر جنسی فعال‌تر و بی‌پرواتر باشد. وقتی الکس با یک پیک پیتزای جذاب آشنا می‌شود، نه تنها به غریزه جنسی‌اش فکر می‌کند بلکه تصمیم می‌گیرد که وارد عمل شود.